# Československá basketbalová liga 1953-1954
La Československá basketbalová liga 1953-1954 è stata la 26ª edizione del massimo campionato cecoslovacco di pallacanestro maschile. La vittoria finale è stata ad appannaggio dell'ATK Praga.

## Risultati

### Stagione regolare
|    | Squadra                   | G  | V  | P  | PF  | PS  | Pt. | Qualificazione |
| -- | ------------------------- | -- | -- | -- | --- | --- | --- | -------------- |
| 1. | ATK Praga                 | 14 | 12 | 2  | 777 | 615 | 12  |                |
| 2. | Slavia Brno               | 14 | 12 | 2  | 893 | 768 | 12  |                |
| 3. | Slovan Bratislava         | 14 | 7  | 7  | 644 | 622 | 7   |                |
| 4. | Slávia Pedagóg Bratislava | 14 | 6  | 8  | 700 | 715 | 6   |                |
| 5. | Spartak ZJŠ Brno          | 14 | 5  | 9  | 705 | 730 | 5   |                |
| 6. | Dynamo Praga              | 14 | 5  | 9  | 779 | 812 | 5   |                |
| 7. | Sokol Ostrava             | 14 | 5  | 9  | 573 | 739 | 5   |                |
| 8. | Spartak Praga Sokolovo    | 14 | 4  | 10 | 775 | 845 | 4   |                |

| Československá basketbalová liga 1953-1954 |
| ------------------------------------------ |
| ATK Praga 1º titolo                        |

## Formazione vincitrice
| N° | Naz.                      | Ruolo | Sportivo        |  | Alt. |  |
| -- | ------------------------- | ----- | --------------- |  | ---- |  |
|    | Cecoslovacchia (bandiera) | C     | Miroslav Škeřík |  | 196  |  |
|    | Cecoslovacchia (bandiera) |       | Jindřich Kinský |  | 177  |  |
|    | Cecoslovacchia (bandiera) | P     | Jaroslav Šíp    |  | 180  |  |
|    | Cecoslovacchia (bandiera) |       | Jiří Matoušek   |  | 194  |  |
|    | Cecoslovacchia (bandiera) |       | Jaroslav Tetiva |  | 196  |  |
|    | Cecoslovacchia (bandiera) |       | Jiří Tetiva     |  |      |  |
|    | Cecoslovacchia (bandiera) |       | Miloslav Kodl   |  |      |  |
|    | Cecoslovacchia (bandiera) |       | Radoslav Sís    |  |      |  |
|    | Cecoslovacchia (bandiera) |       | Eman Skronský   |  |      |  |
|    | Cecoslovacchia (bandiera) |       | Douša           |  |      |  |
|    | Cecoslovacchia (bandiera) |       | Vladimír Heger  |  |      |  |
|    | Cecoslovacchia (bandiera) |       | Teplý           |  |      |  |
|    | Cecoslovacchia (bandiera) | All.  | Soudský         |  |      |  |

## Fonti
- Ing. Pavel Šimák: Historie československého basketbalu v číslech (1932-1985), Basketbalový svaz ÚV ČSTV, květen 1985, 174 stran
- Ing. Pavel Šimák: Historie československého basketbalu v číslech, II. část (1985-1992), Česká a slovenská basketbalová federace, březen 1993, 130 stran
- Juraj Gacík: Kronika československého a slovenského basketbalu (1919-1993), (1993-2000), vydáno 2000, 1. vyd, slovensky, BADEM, Žilina, 943 stran
- Jakub Bažant, Jiří Závozda: Nebáli se své odvahy, Československý basketbal v příbězích a faktech, 1. díl (1897-1993), 2014, Olympia, 464 stran